# شهرستان شقلاوه
شهرستان شقلاوه (به عربی: قضاء شقلاوة) یک شهرستان‌های عراق در عراق است که در استان اربیل واقع شده‌است.